# Дигитална писменост
Дигитална писменост подразумева способност проналажења, анализу, процену, стварање и пренос информација у дигиталном формату. Термин се често изједначава с термином "дигитална компетенција", те може да се каже да дигитална писменост представља скуп знања, вештина и понашања која су везана за употребу дигиталних уређаја као што су десктоп рачунари, лаптопови, паметни телефони и слични уређаји. Дигитално писмена особа ће имати низ међусобно испреплетаних вештина: познавање основних принципа рачунарског хардвера, вештине у коришћењу рачунарских мрежа, способност укључења у онлајн заједнице и друштвене мреже. Дигитална писменост не замењује традиционалне облике писмености, она представља један од нових облика савремене писмености у информационом добу. За разлику од рачунарске и информационе писмености, појам дигиталне писмености новијег је датума. Појављује се и дефинише у посљедњих десетак година и углавном се односи на способност да се читају и разумеју дигитално записани текстови, хипертекстови и мултимедијски текстови.

## Сродни појмови
Данас само један од аспеката дигиталне писмености, рачунарска писменост је ужи појам будући да представља скуп знања и вештина потребних за коришћење хардвера и софтвера, па о тој врсти писмености можемо да говоримо још у време првих рачунара. С друге стране, дигитална писменост настаје с развојем људског друштва, с дигитализацијом људског знања и развојем дигиталних технологија (на пример, масовна производња уређаја који имају приступ интернету). Дакле, дигитално писмена особа свакако поседује и практична знања о хардверу и софтверу, али и многа друга знања и вештине која није морала да поседује у прошлом веку. Рачунарска писменост често се и данас одређује као способност коришћења рачунара и његових програма за мање сложене практичне задатке или способност појединца да на ефикасан начин користи рачунар .

## Оквири дигиталних компетенција
Постоји неколико оквира дигиталних компетенција којима се детаљно дефинише појам дигиталне писмености. Бекта (BECTA) је документ засебног тела Министарства образовања Уједињеног Краљевства за имплементацију информационих технологија у образовни систем a UNESCO ICT Competency Framework for Teachers је Унесков документ сличног карактера специфично намењен дигиталним компетенцијама наставника. Дигкомп је Оквир за развој и разумевање дигиталне компетенције у Европи (DIGCOMP – A Framework For Developing And Understanding Digital Competence In Europe), који је 2013. године објавила Европска комисија. У њему је дигитална компетенција препозната као једна од осам основних компетенција неопходних за доживотно учење и сматра се трансверзалном вештином јер помоћу ње се стичу и развијају и остале вештине. Дигитална компетенција је потом подељена на 21 поткомпетенцију, које су груписане у пет области: 1) управљање информацијама, 2) вештине комуникације у дигиталном окружењу, 3) стварање дигиталних садржаја, 4) сигурност у дигиталном окружењу и 5) решавање проблема.

## Дигиталне поткомпетенције
Опис дигиталних поткомпетенција описаних у Дигкомпу може послужити за боље разумевање овог комплексног појма. Најпре, дигитално писмена особа зна да претражи интернет како би дошла до информације која јој је потребна, а док претражује, она стално евалуира и филтрира информације на које наилази. Дигитална писменост омогућава савременом човеку да оствари своју друштвену улогу – он зна да преко интернета може да се укључи у активности цивилног друштва. Да би се за неког рекло да је дигитално писмен, он такође мора да зна да направи садржај у мултимедијалном формату, односно мора да зна како да промени и унапреди садржај на који је наишао и који је проценио као релевантан из било ког разлога, при том поштујући Copyright и лиценце. Дигитално писмен појединац је свестан да постоје софтверски вируси (то је, на пример, сегмент који се може подвести под рачунарску писменост), али је свестан и изазова заштите личних података, али и заштите сопственог здравља и здравља других људи приликом употребе дигиталних технологија. Од посебне је важности и способност дигитално писмене особе да утврди и реши проблем „дигиталним средствима”. Унеско у свом оквиру дигиталних компетенција истиче да се савремено друштво све више заснива на информацији и знању, па је неопходно да грађани, користећи се дигиталним технологијама, што је више могуће управљају својим животима; људе је неопходно охрабрити да активно учествују у друштву и утичу у доношењу одлука које се тичу њихових живота, а које би истовремено требало да подстичу међукултурно разумевање и мирно решавање конфликата.

## Национални оквири дигиталних компетенција
У Шпанији је DIGCOMP преведен 2014. године и усвојен као национални оквир дигиталних компетенција наставника. Иза оквира стоји Министарство просвете уз учествовање аутономних покрајина. Када говоримо о дигиталној писмености у Србији, важно је споменути Радну групу за дигитално и онлајн учење и развој међупредметних компетенција са фокусом на информационо-комуникационе технологије, која је у јануару 2015. године основана при Министарству просвете, науке и технолошког развоја и којој је један од циљева израда Националног оквира дигиталних компетенција.

## Цертификати дигиталних компетенција
На основу Дигкомпа су направљене су многобројне онлајн-алатке за процену нивоа свих пет поткатегорија дигиталне компетенције. На пример, једна од њих је Иканос Што се званичних цертификата тиче, ACTIC је цертификат ИКТ-компетенција који се издаје искључиво у Каталуњи где сви грађани старији од 16 година могу да се тестирају у једном од 300 центара, а цертификат гарантује познавање компетенција на неком од три нивоа: почетни, средњи и напредни. Овај цертификат се не заснива на Дигкомпу, већ на каталонском оквиру дигиталних компетенција.